# ハーグ国際私法会議
ハーグ国際私法会議（ハーグこくさいしほうかいぎ、英：Hague Conference on Private International Law, HCCH、仏：Conférence de La Haye de droit international privé）は、国際私法の統一を目的として1893年に設立された国際機関である。2007年現在の構成国数は61で、非構成国を含めると120以上の国が条約の一部を批准している。

## 構成国
- アイルランド
- アメリカ合衆国
- アルゼンチン
- アルバニア
- イギリス
- イスラエル
- イタリア
- ウルグアイ
- エジプト
- エストニア
- オーストラリア
- オーストリア
- オランダ
- カナダ
- キプロス
- ギリシャ
- クロアチア
- グルジア
- スイス
- スウェーデン
- スペイン
- スリナム
- スリランカ
- スロヴァキア
- スロヴェニア
- セルビア
- モンテネグロ
- 大韓民国
- チェコ
- 中華人民共和国
- チリ
- デンマーク

- トルコ
- ドイツ
- 日本（1904年参加[2]）
- ニュージーランド
- ノルウェー
- ハンガリー
- パナマ
- フィンランド
- フランス
- ブラジル
- ブルガリア
- ベネズエラ
- ベラルーシ
- ベルギー
- ペルー
- ボスニア・ヘルツェゴヴィナ
- ポーランド
- ポルトガル
- マケドニア共和国
- マルタ
- 南アフリカ
- メキシコ
- モナコ
- モロッコ
- ヨルダン
- ラトビア
- リトアニア
- ルーマニア
- ルクセンブルク
- ロシア

## ハーグ条約
ハーグ国際私法会議で締結された条約はハーグ条約という通称で呼ばれることが多い。
ただしこの通称は国際私法とは関係ない他のいくつかの条約の通称としても使われるため注意が必要である
（曖昧さ回避ページのハーグ条約を参照のこと）。
以下に条約の締結年と名称の一覧を示す。
ただし、全ての条約が発効しているわけではなく、また各構成国が全ての条約を批准しているわけではない
（日本が批准しているものについては※で示した）。
- 1954年 - 民事訴訟手続に関する条約 - ※
- 1955年 - 物品の国際売買の準拠法に関する条約
- 1955年 - 本国法と住所地法の抵触に関する条約
- 1956年 - 外国の会社、社団及び財団の法人格の承認に関する条約
- 1956年 - 子に対する扶養義務の準拠法に関する条約 - ※
- 1958年 - 子に対する扶養義務に関する裁判の承認執行に関する条約
- 1958年 - 物品の国際売買における所有権の移転の準拠法に関する条約
- 1958年 - 物品の国際売買における合意された裁判所の管轄に関する条約
- 1961年 - 未成年者の保護に関する官庁の権限及び準拠法に関する条約
- 1961年 - 遺言の方式に関する法律の抵触に関する条約 - ※
- 1961年 - 外国公文書の認証を不要とする条約 - ※
- 1965年 - 養子縁組に関する裁判の管轄、準拠法及び承認に関する条約
- 1965年 - 民事又は商事に関する裁判上の文書の外国における送達及び告知に関する条約 - ※
- 1965年 - 裁判所の選択の合意に関する条約
- 1970年 - 民事又は商事に関する外国における証拠の収集に関する条約
- 1970年 - 離婚及び別居の承認に関する条約
- 1971年 - 民事及び商事に関する外国判決の承認執行に関する条約と附属議定書
- 1971年 - 交通事故の準拠法に関する条約
- 1973年 - 遺産の国際的管理に関する条約
- 1973年 - 製造物責任の準拠法に関する条約
- 1973年 - 扶養義務に関する裁判の承認執行に関する条約
- 1973年 - 扶養義務の準拠法に関する条約 - ※
- 1978年 - 夫婦財産制の準拠法に関する条約
- 1978年 - 婚姻の挙行及びその有効性の承認に関する条約
- 1978年 - 代理の準拠法に関する条約
- 1980年 - 国際的な子の奪取の民事上の側面に関する条約 - ※[4]
- 1980年 - 裁判への国際的なアクセスに関する条約
- 1985年 - 信託の準拠法及び承認に関する条約
- 1986年 - 物品の国際的売買契約の準拠法に関する条約
- 1989年 - 死亡による財産の相続の準拠法に関する条約
- 1993年 - 国際養子縁組に関する子の保護及び国際協力に関する条約
- 1996年 - 親責任及び子の保護措置についての管轄権、準拠法、承認、執行及び協力に関する条約
- 2000年 - 成年者の国際的保護に関する条約
- 2005年 - 管轄合意に関する条約[5]
- 2006年 - 口座管理機関によって保有される証券についての権利の準拠法に関する条約（en:Hague Securities Convention）[6]
- 2007年 - 子及びその他の親族の扶養料の国際的な回収に関する条約
- 2007年 - 扶養義務の準拠法に関する議定書

### 裁判管轄等に関する条約草案
ハーグ国際私法会議では裁判管轄等に関する条約案の作成に取り組み、1999年に特別委員会で「民事及び商事に関する裁判管轄及び外国判決に関する条約準備草案」と題して草案を確定した。しかし、加盟国間の意見がまとまらず、2001年の外交会議において討議が行われたが多くの課題が持ち越しとなった。その後、各国の合意が得られる分野から交渉を進めていくこととなり、その一分野である裁判所の選択合意に関して2004年には作業部会草案が作成され、2005年の外交会議で採択された。